# 9237km駅
9237km駅（きゅうせんにひゃくさんじゅうななキロメートルえき、ロシア語: Станция 9237 км、スタンチヤ ヂェーヴィチ　ティースィチ ドゥヴェースチ トゥリーツァチ セーミ キロミトル）は、ロシア連邦沿海地方ナジェジジンスコエ地区にあるロシア鉄道極東鉄道支社の駅である。シベリア鉄道上の駅で、エレクトリーチカ（近郊列車）のみ停車する。

## 歴史
- 1936年 - 開業[1]。
- 1963年 - 電化[2]。

## 駅構造
相対式ホーム2面2線を有する地上駅。両ホームは分かれており、駅の外に一度出ないと反対側のホームには行けない。南側のホーム（ウラジオストク方面）には小屋があり切符売り場が設置されているが、駅員がおらず無人駅である。

### のりば
| ホーム | 列車             | 行先                             | 備考 |
| ------ | ---------------- | -------------------------------- | ---- |
| 1      | エレクトリーチカ | ウスリースク・バラノフスキー方面 |      |
| 2      | エレクトリーチカ | ウラジオストク・ウゴリナヤ方面   |      |

## 隣の駅
ロシア鉄道
シベリア鉄道
エレクトリーチカ（各駅停車）
シレネフカ - 9237km駅 - ナジェジジンスカヤ駅